# Ecsenius axelrodi
Ecsenius axelrodi és una espècie de peix de la família dels blènnids i de l'ordre dels perciformes.

## Morfologia
- Els mascles poden assolir 5 cm de longitud total.[1]

## Reproducció
És ovípar.

## Hàbitat
És un peix marí de clima tropical i associat als esculls de corall fins als 3-36 m de fondària.

## Distribució geogràfica
Es troba a les Illes de l'Almirallat (Papua Nova Guinea) i Salomó.